# Dagebüller Fahrwasser
Das Dagebüller Fahrwasser ist ein Wasserweg im nordfriesischen Wattenmeer. Der Ausläufer der Norderaue verläuft zwischen Wyk auf Föhr und Dagebüll und wird vor allem für den Linienverkehr der Fährschiffe der Wyker Dampfschiffs-Reederei für Fahrten zwischen Dagebüll und Wyk sowie Wittdün auf Amrum genutzt.
Ein tideunabhängiger Verkehr ist seit 1971 möglich, nachdem das Fahrwasser zu diesem Zwecke ausgebaggert wurde. Aufgrund von gezeitenbedingter Versandung sind allerdings regelmäßige Baggerarbeiten notwendig, um diesen Zustand beizubehalten. Vereinzelt, insbesondere bei Ostwind mit gleichzeitigem Niedrigwasser, kommt es vor, dass der Wasserstand in der Fahrrinne zu gering ist, und die Fähren vorübergehend nicht aus dem Dagebüller Hafen auslaufen können, beziehungsweise vor der Einfahrt auf Grund laufen.
Der Markierung des Dagebüller Fahrwassers dienen unter anderem der Leuchtturm Oland als Quermarkenfeuer und das Leitfeuer Dagebüll als Leitfeuer.